# Шевченко, Василий Тарасович
Василий Тарасович Шевченко (22 декабря 1921, Владимировка, Кустанайская область — 3 апреля 2012, Алма-Ата) — деятель советских спецслужб, руководитель КГБ Казахской, Таджикской ССР. Депутат Верховного Совета СССР IX и X созывов.

## Биография
- В 1940 году призван в РККА.
- В 1943 году проходил обучение в Алма-Атинской межкраевой школе НКГБ СССР.
- В 1943 году назначен старшим оперуполномоченным УМГБ Кустанайской области.
- В 1949 году — заместитель начальника УКГБ Джамбульской области.
- В 1956 году — начальник УКГБ Северо-Казахстанской области, Целинного края.
- В 1965 году — заместитель председателя КГБ Казахской ССР.
- В 1970 году — председатель КГБ Таджикской ССР.
- В 1975 году — председатель КГБ Казахской ССР.
- В 1982 году — начальник Алма-Атинских высших курсов КГБ СССР.
- В 1989 году вышел на пенсию и до конца жизни активно участвовал в работе Совета ветеранов органов национальной безопасности Республики Казахстан.